# Hipermedija
Hipermedija je nadogradnja na multimediju, a označava multimedijske sadržaje koji su međunobno isprepleteni. Mreža se najčešće gradi poveznicama (eng. Hiperlink). World Wide Web (WWW) je klasičan primjer hipermedije, dok su neinteraktivne kina prezentacije primjer standardne multimedije zbog izostanka linkova.
Prvi začetnik ove ideje bio je Teodor Holm Nelson (engl. Theodor Holm Nelson) koji je pojam „hypermedia“ prvi put upotrijebio 1963. godine, a objavio ga 1965. godine. Nelson je pokušao izgraditi prvi hipermedijski sadržaj u sklopu svog projekta „Xanadu“ koji je započeo 1960. godine. Iako sam projekat nije u potpunosti ostvaren, on u svojoj osnovi predstavlja današnji Internet, iako se ujedno i razlikuje od njega. Projekt „Xanadu“ je trebao omogućiti brzo i jednostavno upoređivanje više dokumenata i jednostavan prijelaz s jednog na drugi dokument, pri čemu se ne gubi smisao. Jedan od problema implementacije hipermedije na Internetu je taj što nakon što se napusti neki dokument odabirom poveznice, potrebno je pamtiti sadržaj s kojeg je došao. Nakon nekoliko brzih prelaza vrlo lako se gubi potpuni kontekst. „Xanadu“ bi trebao riješiti taj problem vizualnim pamćenjem starih sadržaja na ekranu. Dodatna zanimljiva mogućnost je da se dokumenti u projektu „Xanadu“ nikad ne brišu već se samo zamjenjuju novijim verzijama istog dokumenta. Sam dokument bi bio pohranjen u nekom opštem obliku u bazu. Ako se dokument ne bi mogao koristiti putem lokalne baze, koristio bi se s udaljene baze. Projekat bi omogućavao i uključivanje sadržaja iz više dokumenata u jedan, na istoj stranici.
Hipermedija, odnosno Web, ipak nije krenuo u smjeru u kojem je to u početku zamišljao Ted Nelson. Iako su neke ideje ostale, a neke prilagođene, današnja hipermedija se bazira više na datotekama na disku u hipertekstualnom zapisu nego zapisima u bazi, iako se i ti trendovi polako mijenjaju sve većim prelaskom na pohranu zapisa u bazama podataka i korištenjem HTML jezika u njihovom ispisu.
Hipermedija danas može prikazati dokumente koji u sebi sadrže i druge elemente osim teksta, kao što su audio ili video sadržaji i slike. Jedna od najvećih prednosti hipermedije koja je zadržana je ta što se poveznicama može jednostavno kretati između dokumenata, bez obzira gdje se oni fizički nalaze, a sam korisnik ih samostalno koristi bez dodatne intervencije.

### Hipermedija i učenje
Postoji nekoliko teorija o Hipermediji i učenju. Jedna važna tvrdnja u literaturi o hipermediji i učenju je da nudi veću kontrolu nad obrazovanjem čitaocu ili studentu. Drugi tvrde da to čini nivo igralište među učenicima različitih sposobnosti i poboljšava kolaborativno učenje.Tvrdnja iz psihologije uključuje ideju da Hipermedija pobliže modelira strukturu mozga u poređenju sa štampanim tekstom.

### Hipermedija i učenje jezika
Hipermedija je našla svoje mjesto u nastavi stranih jezika. Hipermedijalni tekstove možete kupiti ili pripremiti tako da učenici mogu kliknuti na nepoznate riječi ili fraze na stranom jeziku, a potom pristupiti svim informacijama potrebnim za razumijevanje riječi ili izraza. Informacije mogu biti u bilo kojem mediju, na primjer, definicije i objašnjenja gramatičkih i kulturnih referenci. Također, audio snimke izgovora, kao i slike, animacije ili video za vizualizaciju.

## Vanjske poveznice
- [ http://portal.acm.org/citation.cfm?id=806036 Complex information processing: a file structure for the complex, the changing and the indeterminate]
- [ Terry K. Borsook, Nancy Higginbotham-Wheat. A Psychology of Hypermedia: A Conceptual Framework for R&D. 1992. Retrieved August 3, 2010.]
- [Lister, Martin; et al. (2003). New Media: A Critical Introduction (2nd ed.). New York: Routledge. ISBN 0415223784]
- [Tapavički Duronjić Tatjana. Kompjuterska kultura i moderni mediji. Filozofski fakultet Banja Luka 2009.]